# لا كورنوف - 8 مايو 1945 (مترو باريس)
لا كورنوف - 8 مايو 1945 (بالفرنسية: La Courneuve - 8 Mai 1945)‏ هي محطة مترو تابعة لمترو باريس تقع في فرنسا في مدينة لا كورنوف.

## معرض صور

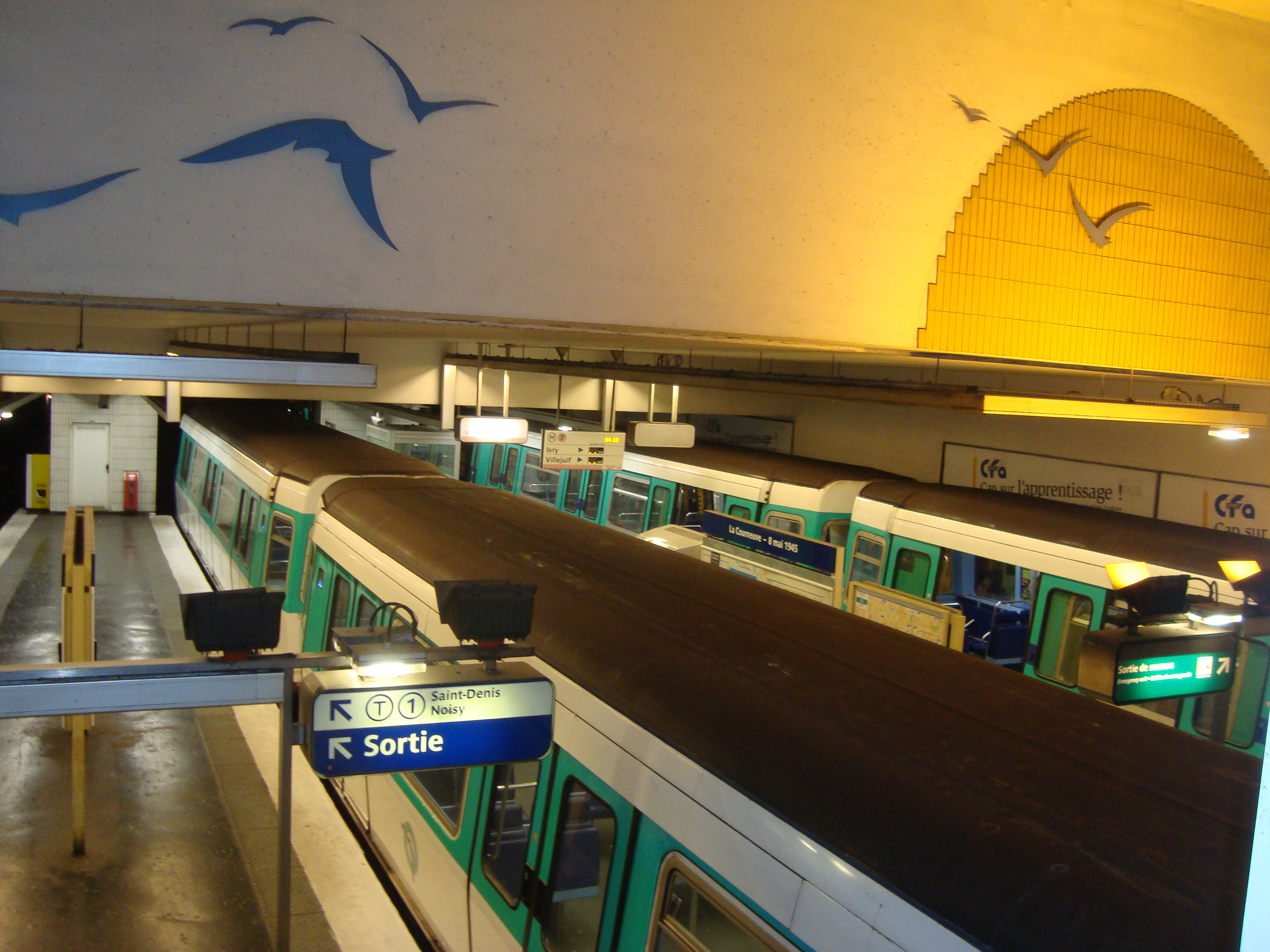
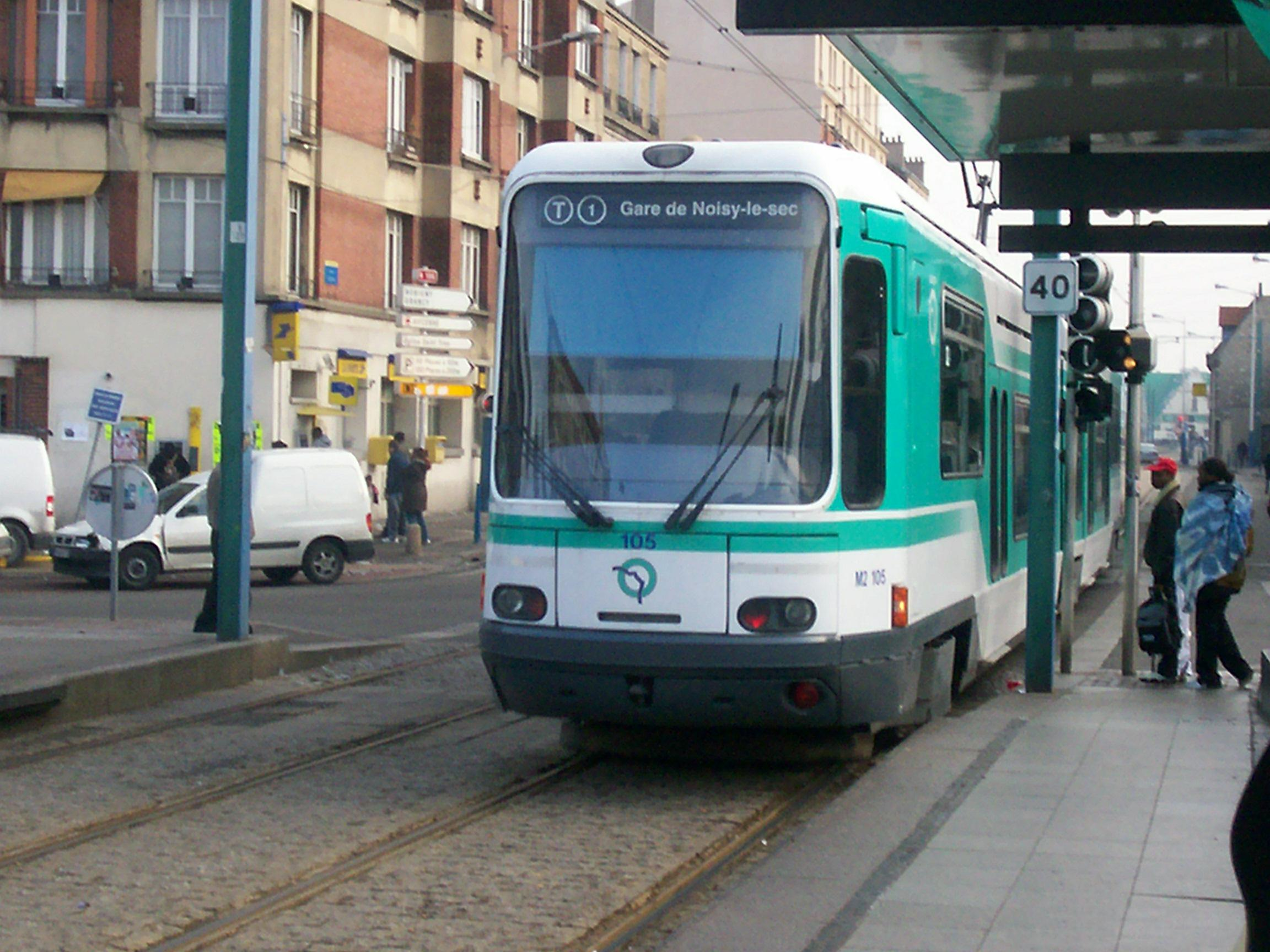
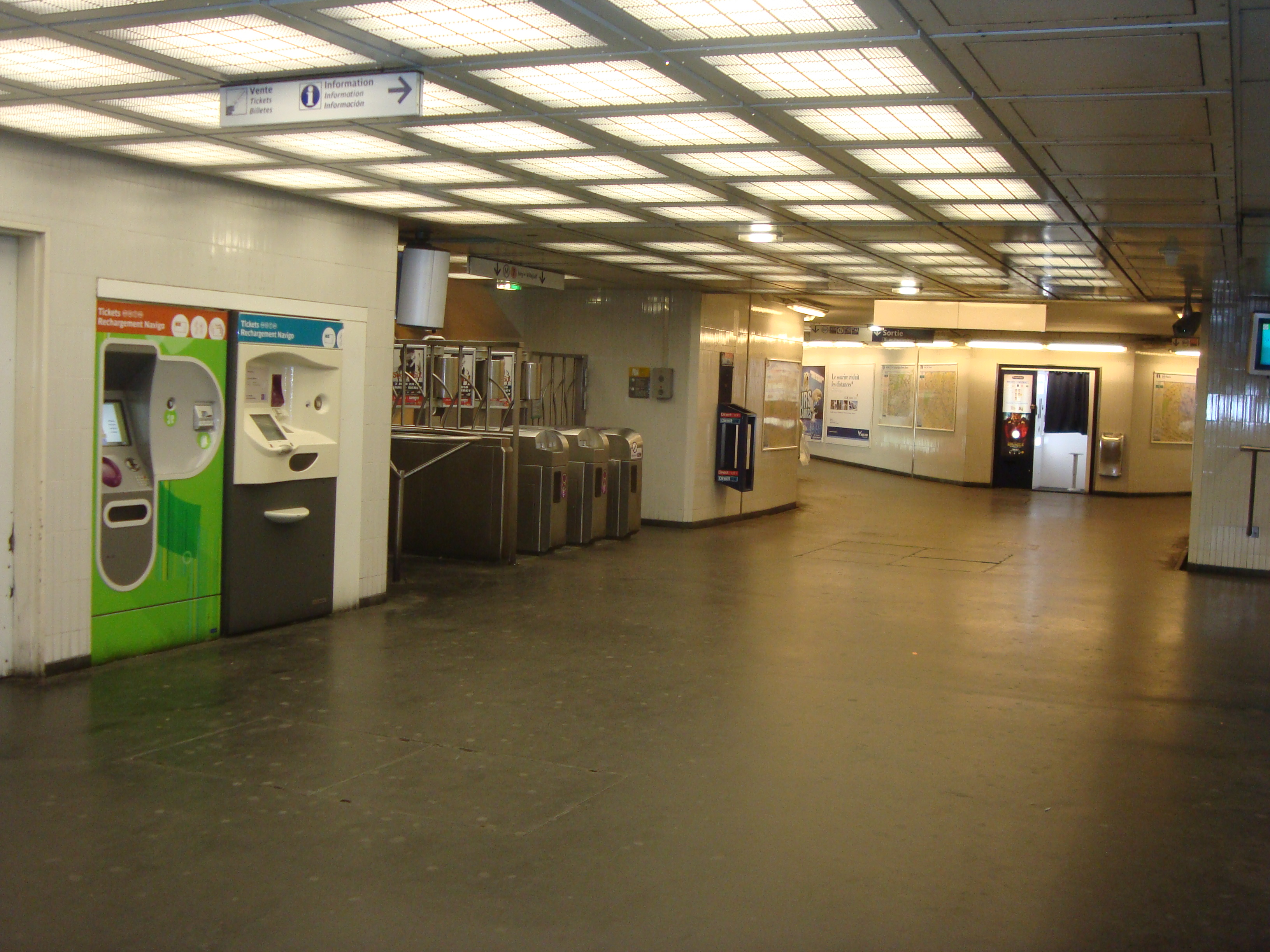

## مقالات ذات صلة
- مترو باريس
- قائمة محطات مترو باريس